# Xanthopimpla fucata
Xanthopimpla fucata är en stekelart som beskrevs av André Seyrig 1932. Xanthopimpla fucata ingår i släktet Xanthopimpla och familjen brokparasitsteklar. Inga underarter finns listade i Catalogue of Life.